# ناحیه تاریخی میدتاون وودوارد
ناحیه تاریخی میدتاون وودوارد (به انگلیسی: Midtown Woodward Historic District) یک منطقهٔ مسکونی در ایالات متحده آمریکا است که در میشیگان واقع شده‌است.